# Trenton, Ohio
Trenton är en ort i Butler County i delstaten Ohio, USA.